# Oxo-abbaubarer Kunststoff

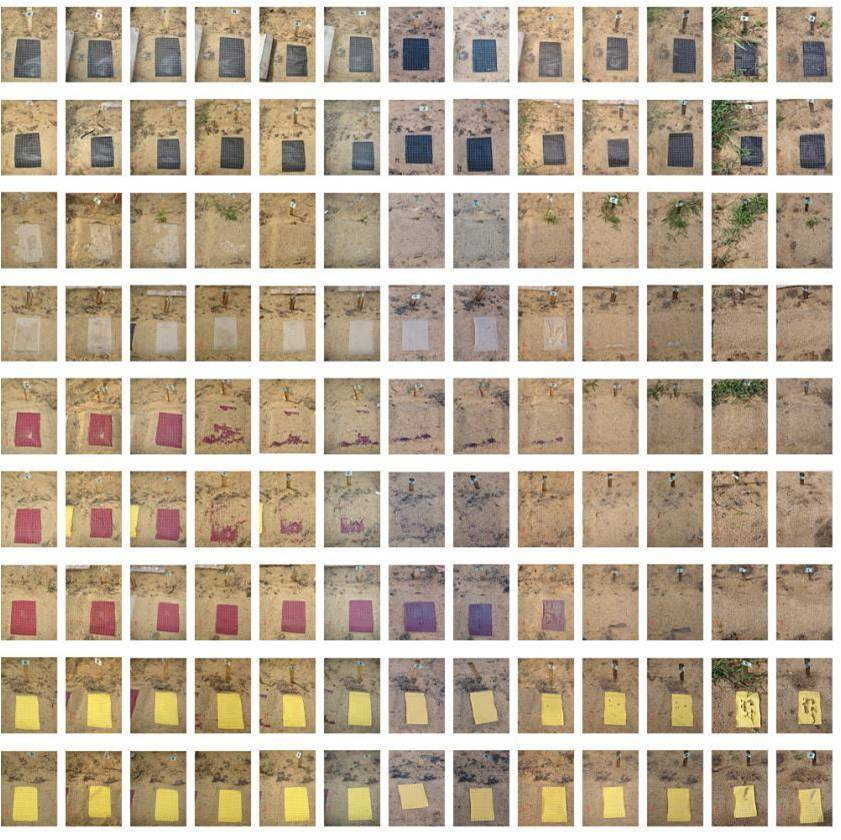
Ablauf eines Oxo-Abbaus mit – in der Theorie – anschließendem biologischen Abbau

Oxo-abbaubare Kunststoffe (englisch oxo-degradable plastics) sind Kunststoffe, die die gewünschte Eigenschaft aufweisen, dass sie nach ihrer Nutzung schnell fragmentieren. Erreicht wird dies, indem konventionellen Polymeren, wie beispielsweise Polyethylen, Metallionen – Cobalt, Mangan, Eisen usw. – beigefügt werden. Bei Anwesenheit von UV-Licht bzw. Wärme sowie Sauerstoff werden die Oxidation und der Kettenabbau, also der Fragmentierungsprozess, ausgelöst. Dies führt zu einer Bildung von kleinen – mit bloßem Auge nicht erkennbaren – Fragmenten, die anders als oft behauptet kaum mehr weiter abgebaut werden. Je nach Umweltbedingung kann auch schon die Fragmentierung sehr langsam erfolgen. So waren nach einer Exposition in 60 cm Tiefe des Hafens von Plymouth während 40 Wochen weniger als 2 Prozent des Probenmaterials zersetzt.
Der „Oxo-Abbau“ ist nicht zu verwechseln mit der biologischen Abbaubarkeit. Ein fragmentierbarer Kunststoff ist ein Kunststoff, der zwar abbaubar ist, aber nicht gemäß den geltenden Normen zur organischen Verwertung oder biologischen Abbaubarkeit von Kunststoffen und Verpackungen vollständig von Mikroorganismen zersetzt werden kann bzw. kompostierbar oder biologisch abbaubar ist.

## Verwendung

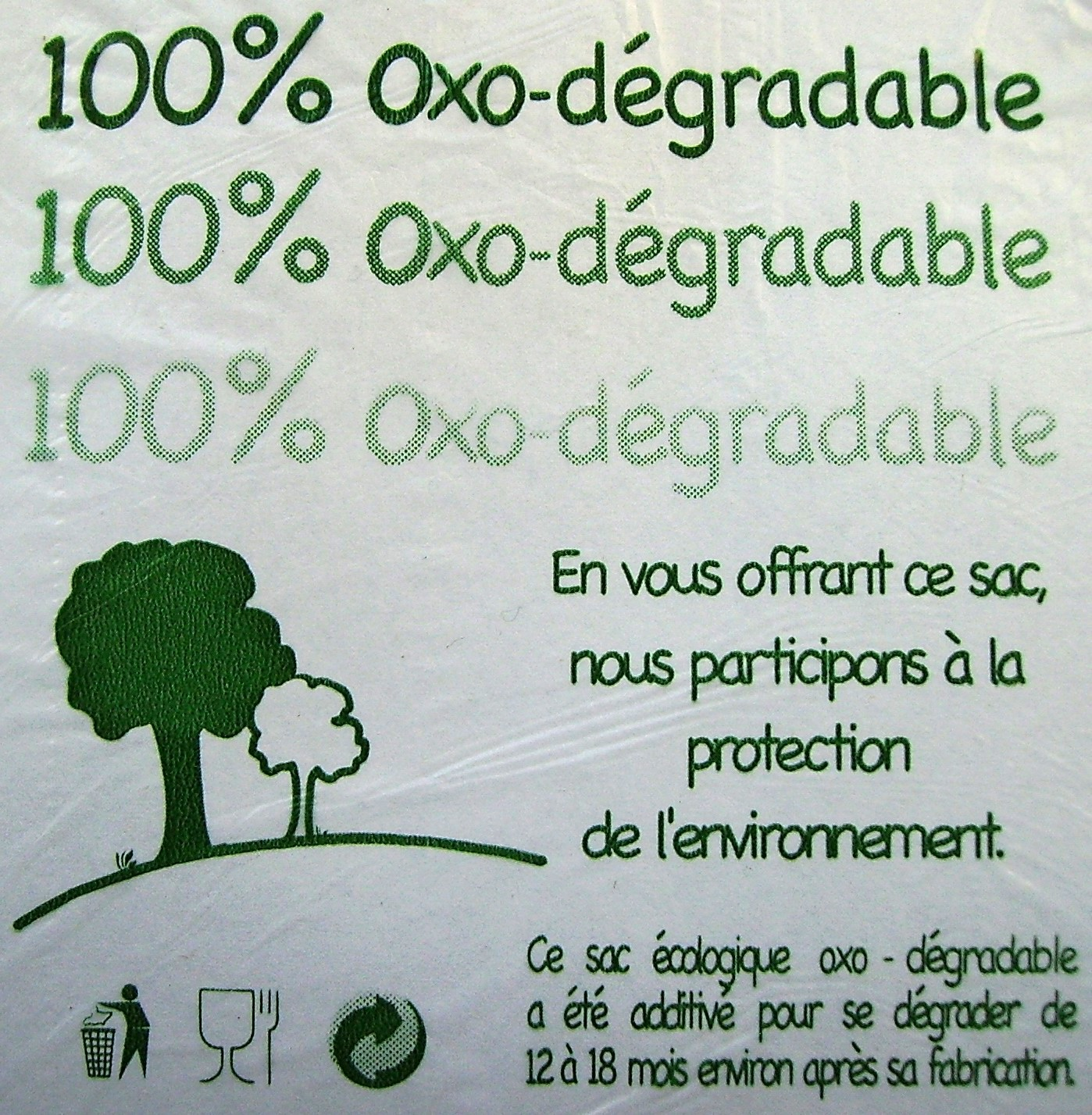
Aufdruck auf einer Einkaufstüte aus Frankreich

In der Landwirtschaft werden bestimmte fragmentierbare Mulchfolien verwendet. Diese werden nach der Anwendung vor Ort liegengelassen. Weiters gibt es auch umhüllten Dünger (Düngeperlen) mit sogenannter „kontrollierter Freisetzung“ (langsame Freisetzung der Nährstoffe in den Boden), wo ebenfalls fragmentierbare Kunststoffe zum Einsatz kommen. Stattdessen sollen entweder recycelbare oder vollständig biologisch abbaubare Kunststoffe verwendet werden. In der Schweiz haben Gegenstände aus oxo-abbaubarem Kunststoff eine geringe Relevanz auf dem Markt, u. a. da sich die großen Detailhandelsunternehmen der damit verbundenen Umweltrisiken bewusst sind und daher bewusst auf deren Vermarktung verzichten.

## Regulierung
Im Jahr 2017 unterstützten mehr als 150 Organisationen weltweit eine Erklärung der Ellen MacArthur Foundation, in der vorgeschlagen wird, Verpackungen aus oxo-abbaubaren Kunststoffen weltweit zu verbieten.
Im Januar 2018 beauftragte die EU-Kommission die ECHA, einen Vorschlag für eine Beschränkung von oxo-abbaubaren Kunststoffen zu erarbeiten. Seit dem 1. Januar 2019 gibt es in Frankreich ein Verwendungsverbot von Produkten bzw. Materialien, die ganz oder teilweise aus fragmentierbarem Kunststoff hergestellt wurden, in der Landwirtschaft, im Gemüseanbau, in der Forstwirtschaft, im Landschafts- und im Gartenbau.
Im Juni 2019 wurde mit der Richtlinie (EU) 2019/904 (Einwegkunststoff-Richtlinie) ein Verbot durch die Mitgliedstaaten der Europäischen Union ab dem 3. Juli 2021 beschlossen.
In der Schweiz wurde im Juni 2020 eine Motion von Isabelle Chevalley, die ein Verbot von oxo-abbaubaren Kunststoffen zum Ziel hat, von der Bundesversammlung angenommen. Die Verbotsregelung wurde in der ChemRRV umgesetzt und gilt seit dem 1. Oktober 2022.